# ナンシー・ルディントン
ナンシー・ロイヤール・ルディントン（Nancy Rouillard Ludington、1939年7月25日 - ）は、アメリカ出身の女性フィギュアスケート選手。1960年スコーバレーオリンピックペア銅メダリスト。パートナーは夫でもあったロナルド・ルディントン。

## 経歴
- 1959年世界フィギュアスケート選手権3位。
- 1960年スコーバレーオリンピックで銅メダルを獲得。
- のちにパートナーでもあったロナルド・ルディントンと離婚。

## 主な戦績
| 大会/年      | 1957-58 | 1958-59 | 1959-60 |
| ------------ | ------- | ------- | ------- |
| オリンピック |         |         | 3       |
| 世界選手権   | 5       | 3       | 6       |